# 충신 김한정 정려
충신 김한정 정려(忠臣 金漢鼎 旌閭)는 세종특별시 연서면 쌍류리에 있는 정려이다. 2014년 9월 30일  세종특별자치시의 향토문화유산 제9호로 지정되었다.

## 개요
효자 김한정 정려(孝子 金漢鼎 旌閭)는 조선시대 효자 김한정(金漢鼎, 1757~1804)의 효행(孝行)을 세상에 널리 알려 칭찬하고 기억하기 위해 나라에서 하사한 명정(銘旌)을 현판(懸板)으로 걸어놓은 정문(旌門)이다.
김한정의 본관은 강릉(江陵), 자(字)는 중삼(仲三), 호는 구곡(龜谷)이며, 조선 전기 효자로 그 효행이 『三綱行實圖(삼강행실도)』에도 기록된 김덕숭(金德崇, 1373~1448)의 후손이다. 김한정이 19세 때 부모님이 모두 병에 걸려 백방으로 약을 구하던 중 아버지는 생지(生芝), 어머니는 생어(生魚)가 효험이 있다는 것을 알게 되었다. 그 후 직접 약초를 심고 물고기를 길러 20여 년간 부모님들을 봉양하여 칠십이 넘는 장수를 누리셨다고 한다. 두 분이 돌아가신 후에는 3년 동안 묘 옆에 움막을 짓고 살면서 곁을 지키니 주변사람들이 모두 그 효심에 감복하였다.
김한정의 효행에 대해 지역의 유림(儒林)들이 글을 올려 1887년(고종 24)에 호조참판(戶曹參判) 관직과 명정을 받고, 정문은 1922년에 건립되었다고 한다. 내부에는 김한정의 현판과 1922년에 세운 정려비(旌閭碑)가 있다.